# 城市信用合作社
城市信用合作社，简称城市信用社、城信社，是中华人民共和国城镇地区的一种金融合作组织。由个人、企业、事业单位或地方人民政府出资开办的从事储蓄、贷款、汇兑、结算、代办代理等银行零售业务。接受中国人民银行的领导、监管。
城市信用合作社实行自主经营、独立核算、按股分红、民主管理。城市信用合作社的最高权力机构不是股东大会，而是社员大会。常设管理机构不是董事会，而是理事会。不是实行按股份多少计算投票权，而是按社员或理事的多数投票的“人合”性质的组织。例如，《城市信用合作社管理办法》第41条规定，合作社重大事项“应有社员总数一半以上的社员出席方可举行，并经社员总数的一半以上同意方可通过”，这保证了小股东的权利；第43条规定，“理事会的决议须经2／3以上理事同意方可通过。”

## 历史
中国大陆最早的城市信用合作社于1979年出现于河南省驻马店市。1980年代，城市信用合作社主要出现在地级以上城市市区。到1989年末，城市信用社的数量达到3330家，总资产为人民币284亿元。1992年至1993年，城市信用社的数量与资金规模爆炸式增长。到1993年底，达到近4800家，总资产为人民币1878亿元，职工12.3万人。中国人民银行自1993年7月1日起一律停止审批新的城市信用社。
1995年起，部分城市信用社改组为城市商业银行。1995年3月，中国人民银行下发《关于进一步加强城市信用社管理的通知》：“在全国的城市合作银行组建工作过程中，不再批准设立新的城市信用社"。至此，全国基本上停止城市信用社的审批工作。
2012年4月6日，全国最后一家城市信用合作社“象山县绿叶城市信用社股份有限公司”改制为宁波东海银行。至此，城市信用合作社走入了历史。